# Stari Grad
Stari Grad (croat) o Cittavecchia (italià) és una ciutat petita al costat nord de l'illa de Hvar, a Dalmàcia (Croàcia). El seu municipi té una població de 2.817 habitants (2001), amb 1.906 a la mateixa ciutat, mentre que la resta estan repartits en quatre pobles: Dol, Rudina, Selca Kod Starog Grada i Vrbanj.
Stari Grad, literalment 'Ciutat Vella', va ser el lloc amb assentament humà més vell de l'illa, i una de les primeres de totes les illes adriàtiques. Primer va ser poblat per una cultura indígena que parlava un llenguatge indoeuropeu i posteriorment pels antics grecs. Ha estat declarada Patrimoni de la Humanitat per la UNESCO l'any 2008.

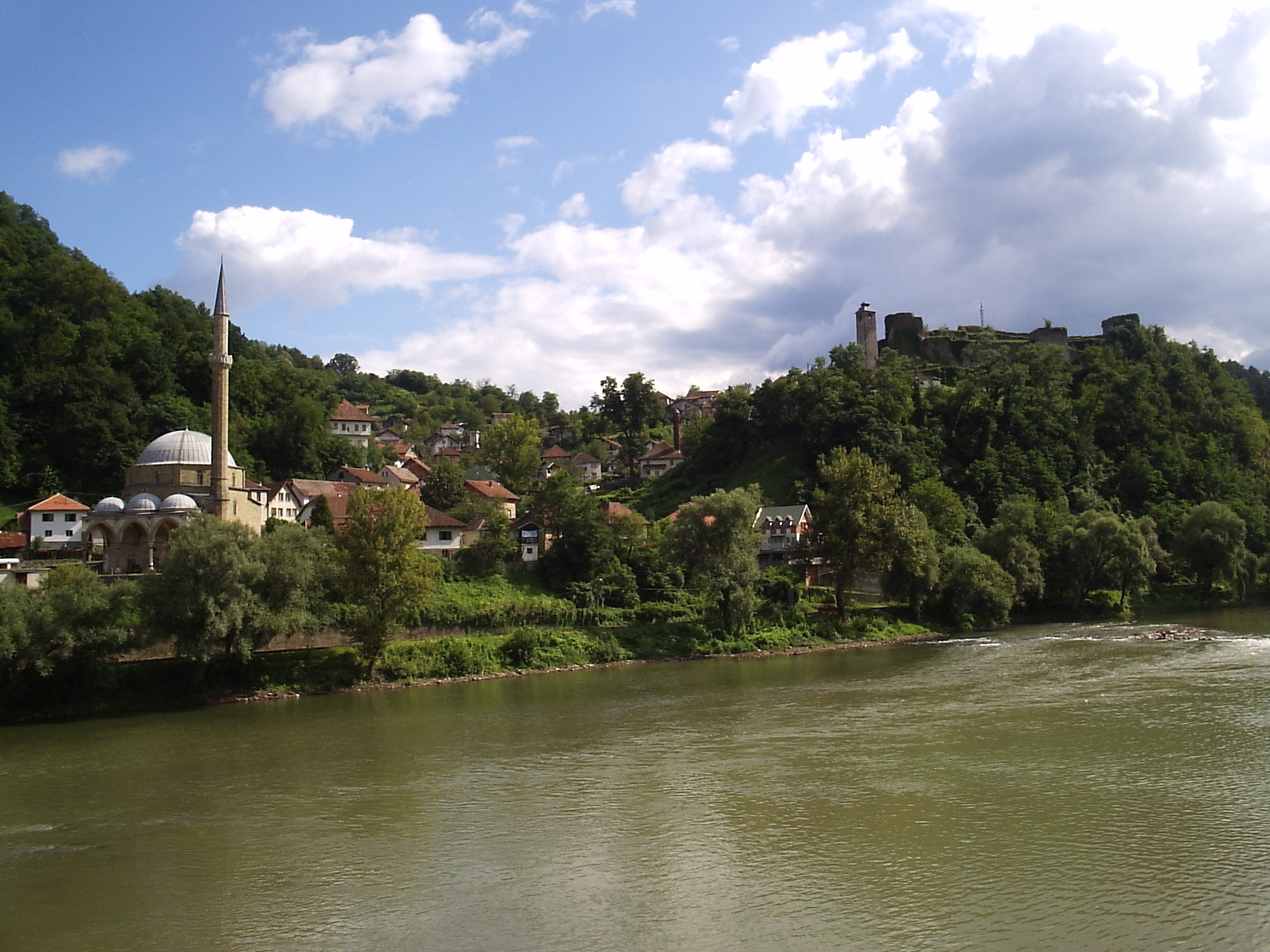
Església de Sant Ivan

En destaca el primer baptisteri cristià al costat de l'església medieval de Sant Ivan del segle xii i Tvrdalj, una residència d'estiu de Petar Hektorovic, al mig de la ciutat.
Hi ha també dues esglésies d'estil renaixentista: la de Sant Roc del 1569 i la de Sant Jeroni. La parròquia barroca es construïa el segle xvii. El monestir dominicà es fundà el 1482, però es cremava en el temps dels atacs turcs el 1571. Més tard es renovava i s'enfortia.
El paisatge cultural agrícola de la plana de Stari Grad va ser declarat Patrimoni de la Humanitat per la UNESCO el 2008, resta pràcticament intacte des que va ser colonitzat per primera vegada pels grecs jònics arribats de l'illa de Paros, en el segle iv aC. És una reserva natural, un paisatge de vinyes i oliveres que s'ha mantingut intacte des de l'època grega fins avui. Inclou antics murs de pedra i ornaments amb petits refugis de pedra, testimonis de l'antic sistema geomètric de divisió de terres utilitzat en l'antiguitat pels grecs de la ciutat i els que habitaven al camp.

## Història
Faros (Pharos) fou una illa de la costa d'Il·líria que fou colonitzada (385 aC) pels grecs de Paros (i Dionís el Vell de Siracusa) que li van donar el nom de la seva pròpia illa que després es va canviar a Pharos. El 229 aC, durant la guerra entre Roma i Il·líria, el grec Demetri de Faros, suposat amant de la reina Teuta, va negociar amb els romans a esquena de la reina i va aconseguir conservar una part important del regne. Teuta va morir el 228 aC i Demetri es va fer amb la regència; alguns actes de pirateria i les relacions de Demetri amb el Regne de Macedònia el van fer sospitós als ulls dels romans i el 219 aC els romans, dirigits per L. Emili, van ocupar l'illa de Pharos i van deposar Demetri. La capital era al nord de l'illa i es deia Pharos, que fou després Stari Grad i per als italians Citta Vecchia. La ciutat de Hvar és a la costa sud-oest. Després de la caiguda de l'imperi l'illa va romandre per molt de temps en mans dels pirates narentins. L'illa es diu en eslau Hvar i en italià Lesina.